# Mathieu Joseph de Saint-Amour
Pour les articles homonymes, voir Saint-Amour.
Mathieu Joseph Guillaume de Saint-Amour est un homme politique français né le 22 mars 1755 à Ardres et mort le 29 juillet 1823 à Zutkerque.

## Biographie
Mathieu Joseph Guillaume de Saint-Amour naît le 22 mars 1755 à Ardres (Pas-de-Calais). Après une courte carrière militaire, il devient procureur du roi à Ardres et membre du bureau intermédiaire de l'assemblée provinciale de Picardie. Major général de la garde nationale du Pas-de-Calais, administrateur du département, il est élu député en 1791 mais refuse le poste. Il est ensuite maire d'Ardres. 
Il est élu député du Pas-de-Calais au Conseil des Cinq-Cents le 24 germinal an VII. Rallié à l'Empire, il devient conseiller général, puis président du conseil général. Il est nommé directeur des contributions indirectes de Saint-Omer en 1808. Il est de nouveau député du Pas-de-Calais, en 1815, pendant les Cent-Jours, mais ne siège pas. Il accepte un poste de juge de paix sous la Restauration. Il meurt le 29 juillet 1823 à Zutkerque.